# تپه لطیف خوجه
تپه لطیف خوجه در شهرستان ترکمن، بخش گمیشان، روستای توماچلر واقع شده و این اثر در تاریخ ۱۰ خرداد ۱۳۸۲ با شمارهٔ ثبت ۸۷۹۹ به‌عنوان یکی از آثار ملی ایران به ثبت رسیده است.